# Црква Рођења Пресвете Богородице у Дубници
Црква Рођења Пресвете Богородице у Дубници, насељеном месту на територији града Врања, православни је храм који припада Епархији врањској Српске православне цркве.
Нема тачних писаних података о изградњи цркве посвећене Рођењу Пресвете Богородице.
Обнова цркве почела је 1997. године, а у периоду од 2016. до 2017. године урађен је комплетан нови кров и купола на храму, подигнути су нови звоник и нова народна трпезарија.